# Festival di musica d'avanguardia e di nuove tendenze
Il Festival di musica d'avanguardia e di nuove tendenze si svolse in Italia per quattro edizioni, dal 1971 al 1974, organizzato da Massimo Bernardi, promoter del locale Titan Club di Roma e del tour italiano di Jimi Hendrix.

## I Festival di musica d'avanguardia e di nuove tendenze – 1971
Dal 27 maggio al 2 giugno 1971 si tenne nella pineta di Lagomare, a Torre del Lago, Versilia vicino a Viareggio il I Festival di musica d'avanguardia e di nuove tendenze organizzato da Massimo Bernardi.
Fu uno dei più grandi eventi, in quel periodo, per la presenza di gruppi come: Madri Superiori (chitarrista Tony Sidney poi con il Perigeo), Now, (Giuliano Colivicchi, Riccardo Cioni, Stefano Londi, Fabio Portera, Ezio Turrini), Alluminogeni, Latte e Miele, Il Punto, Il Rovescio della Medaglia, the Pennies, La Formula 3, Nuova Idea, The Trip, Fholks, New Trolls, Cyan, Stormy Six (con Massimo Villa al basso e Franco Fabbri al canto e chitarra), Delirium, Premiata Forneria Marconi, Flea on the Honey, Marco Dedè e i Bobolink, Silver e i Baci, Osanna, Circus 2000, Iskra e i Tombstones, Capitolo 6, La Ruggine e molti altri, comprese due soliste: Tsabò e Mia Martini la quale, con il gruppo La Macchina, propose la durissima Padre davvero, che venne censurata dalla RAI.
Fra i gruppi stranieri che si esibirono c'era un gruppo di israeliani e gli allora sconosciutissimi Medicine Head.
Per ascoltare la musica in un ambiente naturale nacque una tendopoli spontanea denominata Pop City della quale fu nominato Sindaco Eddie Ponti, giornalista, presentatore e direttore del giornale Pop City Time.
Il festival fu una vera e propria gara musicale ad eliminatorie con in palio, per il vincitore, un ambito contratto discografico.
Vinsero Mia Martini, Osanna e la Premiata Forneria Marconi che presentava la versione originale di La Carrozza di Hans lunga quasi dieci minuti.
Lo svolgimento del festival fu segnato dal presunto accordo tra giornalisti e discografici sugli artisti che sarebbero stati premiati, accordo fissato già prima dell'esibizione finale. Joe Vescovi, avendo saputo di questo illecito, salì sul palco urlando nel microfono "Io sono un hippy come voi e vi dico che siete stati ingannati da questi sporchi capitalisti!"; ciò scatenò un lancio di oggetti dalla folla. Cantarelli della Davoli cercò di calmare la folla, poi, dopo la tempesta, il festival continuò, la tensione fu placata e furono largamente apprezzati i The Trip che dedicarono un loro pezzo a Jimi Hendrix.

## II Festival di musica d'avanguardia e di nuove tendenze – 1972
Si svolse a Roma allo stadio del tennis del Foro Italico dal 1 al 4 di giugno del 1972 presentato da Teo Teocoli e Penny Brown, entrambi nel cast della versione italiana di Hair. La scaletta prevedeva Osanna, Circus 2000, Banco del Mutuo Soccorso, Il Balletto di Bronzo, Jumbo, Mack Porter, Living Music, gli aostani del Paradiso a Basso Prezzo - Rocky's Filj, Stormy Six, Simon Luca, Top'S, e il debutto live di Alan Sorrenti, accompagnato dal percussionista Tony Esposito, che già divideva il pubblico pur eseguendo in anteprima Aria. Ospiti stranieri gli Electric Light Orchestra, gli Argent e lo Spencer Davis Group. Vinsero i Circus 2000 ex aequo col Banco del Mutuo Soccorso.

## III Festival di musica d'avanguardia e di nuove tendenze – 1973
Il festival si svolse a Napoli dal 7 al 10 giugno 1973 presso la Mostra d'Oltremare.
I gruppi partecipanti alla manifestazione furono: Festa Mobile - Dedalus - Rinomata Vinicola Torre Quarta - Il Paese dei Balocchi - Alan Sorrenti - Quella Vecchia Locanda - Vince Tempera - La Fine Del Libro - Alberomotore - Saint Just - Semiramis - Bravo Reverendo Reebman - Paradiso a Basso Prezzo - Abramo Lincoln - Oro - Patty Pravo - Alusa Fallax - Richard Cocciante - Fabio Celi e gli Infermieri - Antonello Venditti - Rustichelli e Bordini - Living Music - Museo Rosembach - Il Rovescio della Medaglia - L'Uovo di Colombo - Perigeo - Maurizio Monti - Simon Luca - Francesco De Gregori - Il Cervello - Piazza delle Erbe - Primo Angolo a Destra - Free Love - Living Music

## IV Festival di musica d'avanguardia e di nuove tendenze – 1974
Si svolse a Roma presso Villa Borghese (Valle dei Cani) il 20 - 21 - 22 giugno del 1974.
Organizzato sempre da Massimo Bernardi e presentato da Eddie Ponti vide la partecipazione, tra gli altri di:
- Stradaperta (vinceranno la coppa in palio come miglior gruppo esordiente)
- Sensations' Fix
- Jumbo
- Antonello Venditti
- Nuova Compagnia di Canto Popolare
- Quella Vecchia Locanda
- Libro di Gomma
- Cerchio
- Crash (nuova formazione di due ex appartenenti al Banco del Mutuo Soccorso)
- Chris Avalon (cantautore e chitarrista statunitense)
- Francesco De Gregori
- Il Volo
- Ibis
- Perigeo
- Shawn Phillips
- Alberomotore
- Biglietto per l'Inferno
- Mauro Pelosi
- Fungo
- Bolla Magica [Ravenna-Cervia-Forlì]
- Le Meteore [Faenza]
- Edoardo Bennato
- La Ruggine